# 神変自源流
神変自源流（しんぺんじげんりゅう）とは、上野種左衛門教宜を開祖とする古流武術である。居合術を主とする。

## 歴史
1816年、開祖である上野種左衛門教宜は、諸外国からの圧力を主とした動乱の機運を憂い、当時の武士たちの危機意識を高め、精神修養を図るため、独習可能な居合術に着目した。教宜は自身が皆伝を得ていた天眞正自源流の居合の技法を独立させ、また家伝の疋田新陰流(上野新陰流)の諸要素と組み合わせることで、神変自源流居合術を創始した。それ以来上野家の家伝として新陰流とあわせて伝承された。
その後4代目宗家である上野種佐衛門源心の代で、源心が本流である天眞正自源流の13世宗家をも継承したため、天眞正自源流にない技法を補い、かつまたその入門的な鍛錬形としての要素を持ちつつ、現在まで併伝されている。

## 特徴
上記の経緯を踏まえ、神変自源流には次のような特徴がある。
第一に、基本的に全ての形の構成は単独での稽古を旨としており、発展的な稽古を行う際を除いて、一人で行うものである。
第二に、天眞正自源流の技法を中核としつつも、上野新陰流の要素を取り入れたことにより、新陰流系の技術を多く含む。同時にあくまでも自源流が主であるため、新陰流を仮想敵として想定された技術も工夫されている。
第三に、流派創始時に流行していた居合諸流派の技術を取り入れているため、本流の天眞正自源流には見られない座業の形も含まれている。
第四に、血流しと呼ばれる独特の残身を行う。これは敵を斬ったのち、切っ先を地に向けた太刀を眼前に持ち上げ一拍置くもので、他流には見られないものである。
神変自源流はこれらの特徴を有する形から成り立っており、初伝・中伝・奥伝・皆伝の四段階を制定している。